# Quando Shlemiel andò a Varsavia
Quando Shlemiel andò a Varsavia è una raccolta di otto racconti per bambini di Isaac Bashevis Singer, pubblicata da Garzanti nel 1979, con la traduzione di Marcella Bonsanti. L'edizione originale (When Shlemiel Went to Warsaw and Other Stories) è stata pubblicata da Farrar Straus & Giroux di New York, nel 1968 con illustrazioni di Margot Zemach. Le illustrazioni dell'ed. italiana sono di Emanuele Luzzati. In originale i racconti erano scritti in lingua yiddish, poi tradotti in inglese dall'autore in collaborazione con Elizabeth Shub. Gli stessi racconti sono stati poi raccolti in Stories for Children (1984).

## Titoli della raccolta
1. Todie il furbo e Lyzer lo spilorcio (Shrewd Todie and Lyzer the Miser)
2. Zizur e Peziza (Tsirtsur and Peziza)
3. Rabbi Leib e la strega Cunegonda (Rabbi Leib and the Witch Cunegunde)
4. Gli anziani di Chelm e la chiave di Genendel (The Elders of Chelm and Genedel's Key)
5. Shlemiel, l'uomo d'affari (Schlemiel the Businessman)
6. Utzel e sua figlia Povertà (Utzel and His Daughter, Poverty)
7. Il sogno di Menaseh (Menaseh's Dream)
8. Quando Shlemiel andò a Varsavia (When Shlemiel Went to Warsaw)

## Edizioni italiane
- trad. dall'inglese di Marcella Bonsanti, Garzanti, Milano, 1979
- stessa trad. in ed. economica, ivi (coll. "Gli elefanti"), 1989 ISBN 8811663105, 19992 ISBN 8811669626